# Souvenir d'Italie (Antonella Ruggiero)
Souvenir d'Italie è un album della cantante italiana Antonella Ruggiero, pubblicato nel 2007.
Il disco, che ripercorre una successione di brani composti tra il 1915 e il 1945, è stato registrato durante tre concerti tenutisi nel gennaio 2007, ad eccezione del brano Canzone fra le guerre, presentato al Festival di Sanremo 2007. Il disco è disponibile anche nella Special Edition contenente tre dischi: Souvenir d'Italie, Stralunato Recital live, Sacrarmonia live: il viaggio.

## Tracce
1. Ti parlerò d'amor
2. Tornerai
3. L'uccellino della radio
4. Parlami d'amore Mariù
5. Valzer della povera gente
6. Il pinguino innamorato
7. Ma l'amore no (remix)
8. Non dimenticar le mie parole
9. Mattinata fiorentina
10. Crapa pelada
11. Tu, musica divina
12. Non ti scordar di me
13. Canzone fra le guerre

## Formazione
- Antonella Ruggiero - voce
- Massimo Manzi - batteria
- Paolo Di Sabatino - pianoforte e arrangiamenti
- Renzo Ruggieri - fisarmonica e arrangiamenti
- Massimo Moriconi - contrabbasso

## Classifiche
| Paese  | Posizione raggiunta |
| ------ | ------------------- |
| Italia | 26                  |

## Andamento nella Classifica degli Album Italiana
| Posizione | 26 | 40 | 55 | 54 | 53 | 59 | - | 94 |